# María Villapol
María Villapol is een judoka uit Venezuela.
Villapol deed voor Venezuela mee op het onderdeel judo op de Olympische zomerspelen in 1992 van Barcelona. Hier behaalde ze de zevende plaats in de gewichtsklasse extra lichtgewicht.
Villapol deed tussen 1984 en 1993 ook mee aan de wereldkampioenschappen.